# كارمين إسبوسيتو
كارمين ايسبوسيتو (بالإيطالية: Carmine Esposito)‏ (30 سبتمبر 1970 في إيطاليا - ) هو لاعب كرة قدم إيطالي في مركز الهجوم. لعب مع فيورنتينا ونادي أفيلينو ونادي ألساندريا ونادي إمبولي ونادي سامبدوريا ونادي فيتشينزا وايه إس دي سامبينديتيس كالتشيو ‏ ونادي كاسيرتانا وForlì FC ‏ ونادي إيمولا وAnzio Calcio 1924 ‏ وSocietà Sportiva Casalecchio 1921 ‏.

## وصلات خارجية
- كارمين ايسبوسيتو على موقع قاعدة بيانات كرة القدم.إي يو (الإنجليزية)
- كارمين ايسبوسيتو على موقع عالم كرة القدم.نت (الإنجليزية)